# Pomnik pomordowanych w Rybienku Leśnym
Pomnik pomordowanych w Rybienku Leśnym – pomnik w kształcie fragmentu płyty granitowej zwieńczonego krzyżem, upamiętniający siedmiu Polaków, w tym ppor. Antoniego Wołowskiego, zamordowanych przez Czeka 17 sierpnia 1920 roku. Pomnik znajduje się w Rybienku Leśnym, obecnie dzielnicy Wyszkowa, przy ulicy, która obecnie nosi nazwę Podporucznika Antoniego Wołowskiego.

## Antoni Wołowski i pozostałe ofiary mordu
Podporucznik Antoni Wołowski walczył – jako oficer wywiadu – w czasie wojny polsko-bolszewickiej. Został wzięty do niewoli pod Radzyminem, kiedy przedzierał się z rozkazami do Białegostoku. 17 sierpnia 1920 roku wraz z sześcioma innymi jeńcami został rozstrzelany w Rybienku Leśnym pod Wyszkowem. Byli to trzej żołnierze 10 Dywizji Piechoty gen. Lucjana Żeligowskiego oraz trzej cywile. 14 sierpnia 1920 roku dywizja została skierowana w rejon Radzymina, gdzie odparła dwa natarcia bolszewickiej 21 Dywizji Strzelców, a następnie szybkim kontratakiem przełamała linie rosyjskie i zajęła Radzymin oraz jego okolice.
Ciało Antoniego Wołowskiego zostało sprowadzone 3 marca 1921 roku do Łodzi i pochowane na cmentarzu św. Rocha na Radogoszczu w Łodzi. Ciała pozostałych ofiar przeniesiono na cmentarze wyszkowskie.

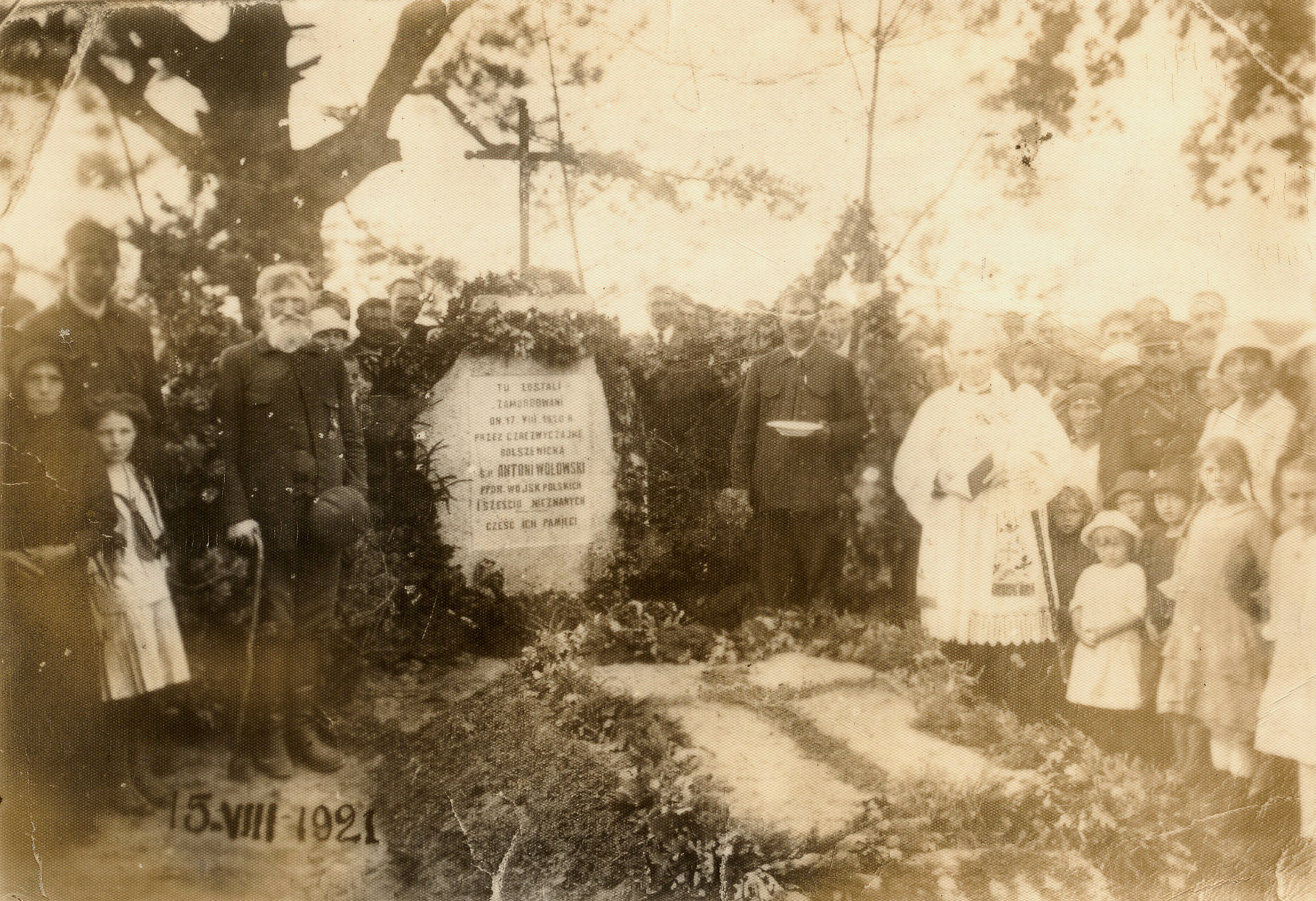
Uroczystości odsłonięcia pomnika 15 sierpnia 1921 roku

## Historia pomnika
W dniu 15 sierpnia 1921 roku, w pierwszą rocznicę mordu, z inicjatywy proboszcza wyszkowskiego ks. Wiktora Mieczkowskiego, na miejscu ich śmierci władze Wyszkowa wzniosły pomnik z napisem:

Tu zostali zamordowani w dniu 17 sierpnia 1920 roku przez czerezwyczajkę bolszewicką śp. Antoni Wołowski ppor. wojsk polskich i sześciu nieznanych. Cześć ich pamięci

Na początku lipca 1949 roku komisja, w skład której wchodzili m.in. przedstawiciele Wydziału Społeczno-Politycznego Warszawskiego Urzędu Wojewódzkiego w Pruszkowie, Komendy Powiatowej MO, pułtuski starosta powiatowy i wójt gminy Somianka (Marian Kuchta) (Rybienko Leśne należało wówczas do tej gminy), podjęła decyzję o usunięciu pomnika upamiętniającego zamordowanych. Powodem było to, że napis na wyżej wymienionym pomniku ma charakter wybitnej politycznej prowokacji, mającej na celu skłócenie narodów. Starosta pułtuski miał zrealizować decyzję w ciągu tygodnia. Pomnik został zdemontowany, ale nie zniszczony, jak nakazały władze: krzyż został wrzucony do starorzecza Bugu, natomiast kamień został w całości przewieziony do Somianki i tam ukryty. Ówczesny naczelnik urzędu gminy w Somiance p. Gotowiec polecił umieścić go literami ku ziemi pod płotem posesji urzędu. Po dziesięciu latach na żądanie władz bezpieczeństwa ponowiono nakaz rozbicia pomnika. Kolejny naczelnik gminy Roman Liskiewicz polecił zaufanym osobom wmurować w tajemnicy części pomnika w schody nowo wznoszonej siedziby urzędu gminy. Pomnik został odnaleziony 3 marca 1989 roku dzięki informacjom świadków. Odnaleziono również oryginalny krzyż. 13 sierpnia 1989 roku odbyło się ponowne odsłonięcie pomnika w miejscu mordu ofiar. W uroczystościach ponownego odsłonięcia wzięli udział m.in. posłowie Aleksander Małachowski i Józef Gutowski oraz senator Jan Chodkowski.
Ulica w Rybienku Leśnym, przy której znajduje się pomnik, nosi obecnie imię Podporucznika Antoniego Wołowskiego.